# Sonate pour piano no 2 de Beethoven
Pour les articles homonymes, voir Sonate pour piano (homonymie).

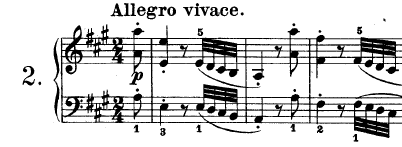
Mesures d'ouverture du premier mouvement de la Sonate Op. 2 n. 2 de Beethoven

La Sonate pour piano n° 2 en la majeur, opus 2 no 2, de Ludwig van Beethoven, fut composée entre 1794 et 1795 et dédiée avec les sonates no 1 et no 3 à son maître Joseph Haydn.
Comme ses deux sœurs de l'opus 2 elle fut accueillie chaleureusement par la critique et par le public. La présence dans le troisième mouvement d'un scherzo en lieu et place du menuet classique est une marque essentielle de la pensée moderne du jeune Beethoven.
Elle comporte quatre mouvements et son exécution a une durée d'environ 22 minutes :
1. Allegro vivace
2. Largo appassionato
3. Scherzo. Allegretto
4. Rondo. Grazioso